# Mbangassina
Mbangassina es una comuna camerunesa perteneciente al departamento de Mbam-et-Kim de la región del Centro.
En 2005 tiene 41 180 habitantes, de los que 4306 viven en la capital comunal homónima.
Se ubica sobre la carretera D47 a orillas del río Mbam. Su territorio está delimitado al oeste por dicho río y al sur por el río Sanaga.

## Localidades
Comprende la ciudad de Mbangassina y las siguientes localidades:
| - Badissa - Biakoa - Bialanguena - Biapongo - Biassamba - Biatangana - Biatombo - Bilomo - Bindamongo - Boukê | - Boura I - Boura II - Enangana - Goura - Nyamanga II - Nyamballa - Talba - Tchamongo II - Yanga - Yebekolo |